# John Butler (évêque)
Pour les articles homonymes, voir John Butler (homonymie) et Butler.
John Butler (1717-1802) est un évêque anglais et un polémiste.

## Biographie
Butler est né à Hambourg. Jeune homme, il est précepteur dans la famille de Mr Child, un banquier. Il n'est membre ni de Cambridge ni de l'Université d'Oxford, mais plus tard dans sa vie, il obtient le diplôme de LL. D. de Cambridge .
Il épouse d'abord une dame qui tient une école à Westminster ; sa seconde épouse est la sœur et cohéritière de Sir Charles Vernon, de Farnham, Surrey, et ce mariage améliore son statut social . Ayant reçu les ordres, il devient un prédicateur populaire à Londres et, en 1754, il publie un sermon, prêché à la cathédrale Saint-Paul devant les Fils du clergé. Dans la page de titre, il est décrit comme aumônier de la princesse douairière de Galles. La même année, il publie également un sermon prononcé devant les curateurs de l'infirmerie publique. Il est installé comme prébendier de Winchester en 1760. Dans la page de titre d'un sermon prononcé devant la Chambre des communes à l'Église Sainte-Marguerite de Westminster, à l'occasion d'un jeûne général en 1758, il est décrit comme ministre de Great Yarmouth et aumônier de la princesse douairière .
Malgré cette relation avec la maison de la princesse, en 1762, il publie un pamphlet politique adressé au «Cocoa Tree» (le Cocoa-Tree Club est associé aux conservateurs)  et signe «A Whig». Dans cette brochure, qui connait trois éditions, il attaque vivement John Stuart (3e comte de Bute) et la conduite de son ministère depuis l'avènement de George III. Il est nommé aumônier de Thomas Hayter, reçoit la cure d'Everley, Wiltshire, et sur la recommandation d'Arthur Onslow est nommé aumônier du roi. En 1769, il est nommé archidiacre de Surrey .
Pendant la Guerre d'indépendance des États-Unis il publie un certain nombre de pamphlets politiques, sous la signature de « Vindex », dans lesquels il appuie fermement la politique de Lord North. En 1777, il est nommé évêque d'Oxford et est consacré à Lambeth le 25 mai. Butler a maintenant adopté de solides principes conservateurs et, le 30 janvier 1787, prêche devant la Chambre des lords au sujet de la mort de Charles Ier. Alors qu'il est évêque d'Oxford, il aide Carl Gottfried Woide à transcrire le Codex Alexandrinus .
En 1788, il est transféré à l'évêché de Hereford. En 1786, un grand incendie brûle l'extrémité ouest médiévale de la nef de la cathédrale; Butler est responsable d'une reconstruction moderne raccourcie. Il installe également une chapelle privée pour l'entourage de l'évêque dans le palais, qui est accolée par le cloître à la cathédrale . Il meurt en 1802, dans sa quatre-vingt-cinquième année, sans laisser d'enfants.

## Œuvres
Ses ouvrages publiés sont :
- Une réponse au cacaoyer, par un whig, 1762.
- Consultation au sujet d'une armée permanente, 1763.
- Considération sérieuse sur le caractère de l'administration actuelle.
- Compte du caractère de la Rt. Hon. HB Leggé.
- Sermons et charges de diverses dates, réédités dans une édition collective, 1801.